# Wizja Ezdrasza
Wizja Ezdrasza – jeden z licznych chrześcijańskich utworów apokryficznych przekazanych pod imieniem Ezdrasza. Zachowany łaciński tekst datowany jest na okres między IV a VI wiekiem, podejrzewa się jednak iż może on stanowić przeróbkę wcześniejszego utworu judeochrześcijańskiego z II/III wieku.
Wizja Ezdrasza zawiera opis wędrówki proroka w towarzystwie siedmiu aniołów po otchłaniach piekielnych, gdzie ogląda on męki potępionych. Z piekła zostaje zabrany przed oblicze Boga, którego prosi o zmiłowanie nad ludźmi. Następnie otrzymuje od niego wizję nadejścia Antychrysta i targuje się z aniołami o swoją duszę. Opowieści zawarte w Wizji Ezdrasza wywarły wpływ na literaturę średniowieczną, zwłaszcza XII-wieczną Wizję Alberyka oraz Boską komedię.